# تامر عبدالحمید (بازیکن فوتبال، زاده ۱۹۷۵)
تامر عبدالحمید (انگلیسی: Tamer Abdel Hamid؛ زادهٔ ۲۷ اکتبر ۱۹۷۵) یک ورزشکار اهل مصر است.
از باشگاه‌هایی که در آن بازی کرده‌است می‌توان به باشگاه ورزشی زمالک اشاره کرد.
وی همچنین در تیم ملی فوتبال Egypt بازی کرده‌است.